# John Atterbom
John Bernhard Amadeus Atterbom, född 2 september 1870 i Stockholm, död 7 juli 1930 i Göteborg, var en svensk journalist.
John Atterbom var elev vid Göteborgs högre latinläroverk och inledde därefter studier vid Uppsala universitet, där han tog filosofie kandidatexamen 1888. År 1895 avlade han filosofie licentiatexamen vid Göteborgs högskola och blev från hösten samma år medarbetare i Stockholms Dagblad. I april 1896 anställdes han vid Göteborgs Handels- och Sjöfartstidning där han skrev teater-, konst-, musik- och litteraturrecensioner. Han verkade senare också som redaktör för samma tidning.
Atterbom jordfästes den 11 juli 1930 i Trefaldighetskyrkan i Uppsala och är begravd i familjegraven på Uppsala gamla kyrkogård. I Göteborgs universitetsbibliotek förvaras ett betydande antal av Atterboms brev från bland andra Carl Milles, Carl Eldh och Nils Kreuger.
Atterbom var son till majoren Ernst Atterbom (1835–1924) och dennes hustru Augusta Tigerschiöld (1839–1899) samt sonson till skalden Per Daniel Amadeus Atterbom. Han gifte sig 1898 med Ellen Karin Maria Westerberg, dotter till bruksägaren Axel Westerberg (1834–1912) och dennes hustru Lotten Lundberg (1848–1922).